# Javeta pubicollis
Javeta pubicollis es una especie de insecto coleóptero de la familia Chrysomelidae.
Fue descrita científicamente en 2001 por L. Medvedev.